# NHL 1970/1971
Sezóna 1970/1971 byla 54. sezonou NHL. Vítězem Stanley Cupu se stal tým Montreal Canadiens.

## Konečné tabulky základní části

### Východní divize
| Tým                 | Z  | V  | P  | R  | B   | VG  | IG  |
| ------------------- | -- | -- | -- | -- | --- | --- | --- |
| Boston Bruins       | 78 | 57 | 14 | 7  | 121 | 399 | 207 |
| New York Rangers    | 78 | 49 | 18 | 11 | 109 | 259 | 177 |
| Montreal Canadiens  | 78 | 42 | 23 | 13 | 97  | 291 | 216 |
| Toronto Maple Leafs | 78 | 37 | 33 | 8  | 82  | 248 | 211 |
| Buffalo Sabres      | 78 | 24 | 39 | 15 | 63  | 217 | 291 |
| Vancouver Canucks   | 78 | 24 | 46 | 8  | 56  | 229 | 296 |
| Detroit Red Wings   | 78 | 22 | 45 | 11 | 55  | 209 | 308 |

### Západní divize
| Tým                     | Z  | V  | P  | R  | B   | VG  | IG  |
| ----------------------- | -- | -- | -- | -- | --- | --- | --- |
| Chicago Black Hawks     | 78 | 49 | 20 | 9  | 107 | 277 | 184 |
| St. Louis Blues         | 78 | 34 | 25 | 19 | 87  | 223 | 208 |
| Philadelphia Flyers     | 78 | 28 | 33 | 17 | 73  | 207 | 225 |
| Minnesota North Stars   | 78 | 28 | 34 | 16 | 72  | 191 | 223 |
| Los Angeles Kings       | 78 | 25 | 40 | 13 | 63  | 239 | 303 |
| Pittsburgh Penguins     | 78 | 21 | 37 | 20 | 62  | 221 | 240 |
| California Golden Seals | 78 | 20 | 53 | 5  | 45  | 199 | 320 |

## Play off
Před play off vypukl skandál z důvodu, že Minnesota North Stars vypustila několik posledních zápasů základní části, aby se v play off vyhnula celku Chicago Black Hawks. Po sezoně tak byl mírně změněn systém play off, již nebyl nadále užíván systém tým1 vs. tým3 a tým2 vs. tým4, ale tým1 vs. tým4 a tým2 vs. tým3.
|  | Čtvrtfinále | Čtvrtfinále           | Čtvrtfinále           |                     |                  | Semifinále          | Semifinále | Semifinále |  |  | Finále Stanley Cupu | Finále Stanley Cupu | Finále Stanley Cupu |
|  |             |                       |                       |                     |                  |                     |            |            |  |  |                     |                     |                     |
|  | V1          | Boston Bruins         | 3                     |                     |                  |                     |            |            |  |  |                     |                     |                     |
|  | V3          | Montreal Canadiens    | 4                     |                     |                  |                     |            |            |  |  |                     |                     |                     |
|  | V3          | Montreal Canadiens    | 4                     |                     | V3               | Montreal Canadiens  | 4          |            |  |  |                     |                     |                     |
|  |             |                       |                       |                     | V3               | Montreal Canadiens  | 4          |            |  |  |                     |                     |                     |
|  |             | Z4                    | Minnesota North Stars | 2                   |                  |                     |            |            |  |  |                     |                     |                     |
|  | Z2          | Z4                    | Minnesota North Stars | 2                   | St. Louis Blues  | 2                   |            |            |  |  |                     |                     |                     |
|  | Z2          |                       |                       |                     | St. Louis Blues  | 2                   |            |            |  |  |                     |                     |                     |
|  | Z4          | Minnesota North Stars | 4                     |                     |                  |                     |            |            |  |  |                     |                     |                     |
|  |             |                       |                       |                     |                  |                     |            |            |  |  | V3                  | Montreal Canadiens  | 4                   |
|  |             |                       | Z1                    | Chicago Black Hawks | 3                |                     |            |            |  |  |                     |                     |                     |
|  | Z1          | Chicago Black Hawks   | 4                     |                     |                  |                     |            |            |  |  |                     |                     |                     |
|  | Z3          | Philadelphia Flyers   | 0                     |                     |                  |                     |            |            |  |  |                     |                     |                     |
|  | Z3          | Philadelphia Flyers   | 0                     |                     | Z1               | Chicago Black Hawks | 4          |            |  |  |                     |                     |                     |
|  |             |                       |                       |                     | Z1               | Chicago Black Hawks | 4          |            |  |  |                     |                     |                     |
|  |             | V2                    | New York Rangers      | 3                   |                  |                     |            |            |  |  |                     |                     |                     |
|  | V2          | V2                    | New York Rangers      | 3                   | New York Rangers | 4                   |            |            |  |  |                     |                     |                     |
|  | V2          |                       |                       |                     | New York Rangers | 4                   |            |            |  |  |                     |                     |                     |
|  | V4          | Toronto Maple Leafs   | 2                     |                     |                  |                     |            |            |  |  |                     |                     |                     |

## Ocenění
| Prince of Wales Trophy:         | Boston Bruins                                                  |
| Clarence S. Campbell Bowl:      | Chicago Black Hawks                                            |
| Art Ross Trophy:                | Phil Esposito, Boston Bruins                                   |
| Bill Masterton Memorial Trophy: | Jean Ratelle, New York Rangers                                 |
| Calder Memorial Trophy:         | Gilbert Perreault, Buffalo Sabres                              |
| Conn Smythe Trophy:             | Ken Dryden, Montreal Canadiens                                 |
| Hart Memorial Trophy:           | Bobby Orr, Boston Bruins                                       |
| James Norris Memorial Trophy:   | Bobby Orr, Boston Bruins                                       |
| Lady Byng Memorial Trophy:      | Johnny Bucyk, Boston Bruins                                    |
| Ted Lindsay Award:              | Phil Esposito, Boston Bruins                                   |
| NHL Plus/Minus Award:           | Bobby Orr, Boston Bruins                                       |
| Vezina Trophy:                  | Eddie Giacomin & Gilles Villemure, New York Rangers            |
| Lester Patrick Trophy:          | William M. Jennings, John B. Sollenberger, Terrance G. Sawchuk |